# Futures (album)
Futures è un album studio del gruppo emo-pop statunitense Jimmy Eat World, pubblicato nel 2004.

## Il disco
Futures è stato pubblicato sia in formato CD che in doppio LP. In quest'ultimo, delle undici tracce del CD, le prime otto disposte nel primo disco, quattro nel lato A e quattro nel lato B. Il secondo disco contiene, nel primo lato, un brano intitolato Shame più le tre tracce rimanenti; mentre nel secondo lato vi sono delle incisioni che raffigurano un globo con diversi meridiani, disposti sia orizzontalmente che verticalmente.

## Tracce
1. Futures – 3:58
2. Just Tonight – 3:26
3. Work – 3:23
4. Kill – 3:48
5. The World You Love – 5:01
6. Pain – 3:01
7. Drugs or Me – 6:25
8. Polaris – 4:51
9. Nothingwrong – 3:09
10. Night Drive – 5:03
11. 23 – 9:55

UK bonus tracks
1. Shame - 5:40
2. When I Want - 2:59

## Formazione
Membri del gruppo
- Jim Adkins - voce principale, chitarra
- Tom Linton - chitarra, seconda voce
- Rick Burch basso
- Zach Lind - batteria

Membri esterni
- Ben Allgood - direttore artistico
- Greg Burns - assistente
- Rich Costey - ingegnere del suono, missaggio
- Jake Davies - ingegnere del suono
- Jason Gossman - assistente
- Ted Jensen - masterizzazione
- Dan Leffler - ingegnere del suono
- Claudius Mittendorfer - assistente
- Gil Norton - produttore
- Ross Petersen - ingegnere del suono
- Steven Rhodes - assistente
- Kevin Scanlon - fotografia

## Classifiche
- Billboard Hot 100: numero 6[5]
- Top Canadian Albums: numero 7[5]